# Gig Morton
Gig Morton (Comox, 22 marzo 1996) è un attore canadese conosciuto per aver interpretato il ruolo di "B-Dawg", Billy, in quattro film della serie Air Bud, Air Buddies - Cuccioli alla riscossa, Snow Buddies - Avventura in Alaska, Supercuccioli nello spazio e Supercuccioli a Natale, così come per il ruolo di Derby, il co-protagonista della serie canadese, Professor Young.

## Primi anni
Gig Morton è nato a Comox, British Columbia. Gig è il nome dato a Morton, e, quando ha spiegato l'origine del nome durante un'intervista con Celebuzz, Gig ha spiegato - "In realtà è veramente il mio nome, infatti è scritto sul mio certificato di nascita. È una storia buffa: quando mio padre era piccolo - il nome di mio padre è Gary - il suo fratellino non sapeva dire Gary, così lo chiamava Gig  che è diventato il suo soprannome. E così tutti lo chiamano Gig oltre a me anche Nana, la madre di mio padre ".
Cresciuto a Courtenay, British Columbia , Gig ha iniziato a recitare all'età di sette anni quando le sue sorelle frequentavano un corso di teatro nella comunità teatrale. La madre e le sue sorelle lo convinsero per un'audizione, e ha finito per ottenere il suo primo ruolo nello spettacolo del The Wizard of Oz del Rainbow Youth Theatre. Dopo aver scoperto la sua passione per i musical, Gig ha continuato ad apparire in numerose produzioni teatrali musicali.

## Carriera
Gig ha iniziato la sua carriera di attore professionista nel 2005, all'età di nove anni, apparendo in una pubblicità per la Save-On-Foods , e da allora è apparso in numerosi spot pubblicitari per l'Aviva Insurance, Kellogg's e Mattel, e tanti altri. Nel 2006 , Gig ha fatto il suo debutto cinematografico, interpretando il ruolo di un bambino, "B-Dawg"(conosciuto nei film successivi come "Billy"), che sceglie di adottare un cucciolo di golden retriever, nella commedia per famiglia della Walt Disney, Air Buddies - Cuccioli alla riscossa, e ha fatto il suo debutto televisivo l'anno successivo con un piccolo ruolo di guest star nella serie televisiva, Psych.
Nel 2008, Gig ha reinterpretato il ruolo di "Billy" in un secondo film della serie Air Bud, Snow Buddies - Avventura in Alaska, e ha ottenuto il suo primo ruolo da protagonista nel cortometraggio The Escape of Conrad Lard-Bottom. Più tardi quello stesso anno ha recitato nel film fantasy natalizio, La città del Natale interpretando Mason McCann, un ragazzo che, insieme a sua madre, scopre una città dove Babbo Natale e i suoi elfi stanno lavorando.
Nel 2009, Gig ha interpretato il ruolo di Tommy Shatterfield nell'episodio pilota della serie televisiva per famiglie, Amanti, e il ruolo di John nel film western per la televisione, L'ultima conquista. Nello stesso anno, ha ancora una volta ripreso il suo ruolo di Billy nel terzo e quarto film della serie Air Bud, Supercuccioli nello spazio e Supercuccioli a Natale.
Nel 2010, Gig è apparso come guest-star nella serie poliziesca Shattered interpretando il ruolo di Stephen Alvert, il figlio di un ricco immigrato tedesco indagato per omicidio. Nel 2011, Gig è apparso in un ruolo da co-protagonista interpretando Carl, uno dei tre viaggiatori che condividono un taxi con un fannullone che crede di essere Gesù nel cortometraggio, Jesus, Chris. [ 10 ] Nello stesso anno, Gig ha ottenuto il ruolo da co-protagonista della serie televisiva, Professor Young, interpretando il ruolo di Derby, l'ingenuo, ma leale migliore amico di un geniale ragazzino di 14 anni, interpretato da Brendan Meyer, che trova lavoro come insegnante di scienze nella sua scuola superiore. Ha un profilo twitter e una pagina ufficiale Facebook.

## Vita Personale
Gig vive a Vancouver, British Columbia e frequenta la scuola sul set di Professor Young accanto ai suoi compagni di co-protagonisti, Brendan Meyer e Matreya Fedor. All'età di dieci anni, dopo aver scoperto la sua passione per i musical e la danza, Gig ha cominciato a prendere lezioni di arti drammatiche, studiare recitazione, canto, chitarra, hip-hop, tip tap e danza classica. Quando non è occupato con il lavoro e la scuola, Gig pratica il nuoto, lo skateboard, la scherma, il ciclismo, il calcio, la pallacanestro, il trampolino, yo-yo tricks, gioca ai video giochi e costruisce robot.

## Filmografia
| Film        | Film                                                  | Film                     | Film                                             |
| Anno        | Film                                                  | Ruolo                    | Note                                             |
| ----------- | ----------------------------------------------------- | ------------------------ | ------------------------------------------------ |
| 2006        | Air Buddies - Cuccioli alla riscossa                  | B-Dawg Boy (aka: Billy)  |                                                  |
| 2008        | Supercuccioli sulla neve                              | Billy                    |                                                  |
| 2008        | The Escape of Conrad Lard-Bottom                      | Conrad Lard-Bottom       | Cortometraggio                                   |
| 2008        | Christmas Town                                        | Mason                    | La città del Natale (In Italia)                  |
| 2009        | Supercuccioli nello spazio                            | Billy                    |                                                  |
| 2009        | Supercuccioli a Natale - Alla ricerca di Zampa Natale | Billy                    |                                                  |
| 2010        | Elopement                                             | Bambino sullo skateboard | Lungometraggio                                   |
| 2011        | Jesus Chris                                           | Carl                     | Cortometraggio                                   |
| Televisione |                                                       |                          |                                                  |
| Anno        | Show                                                  | Ruolo                    | Note                                             |
| 2007        | Psych                                                 | Finn                     | Profumo d'omicidio. Stagione 2, Episodio 10      |
| 2008        | Past Lies                                             | Jacob                    | Film Televisivo                                  |
| 2008        | Fear Itself (serie televisiva)                        | Sean Mahoney             | Scambi di personalità. Stagione 1, Episodio 3    |
| 2009        | Mistresses                                            | Tommy Satterfield        | Pilot. Stagione 1, Episodio 1                    |
| 2009        | Impatto dal cielo                                     | Markus                   | Miniserie: Parte 2                               |
| 2009        | Angel and the Bad Man                                 | John                     | Film Televisivo - L'Ultima Conquista (In Italia) |
| 2010        | Shattered (serie televisiva)                          | Stephan                  | Linea di demarcazione. Stagione 1, Episodio 7    |
| 2011–2013   | Professor Young                                       | Derby                    |                                                  |

## Premi
| Awards | Awards             | Awards                                                                      | Awards                                                | Awards      | Awards |
| Anno   | Award              | Categoria                                                                   | Lavoro                                                | Risultato   | Ref.   |
| ------ | ------------------ | --------------------------------------------------------------------------- | ----------------------------------------------------- | ----------- | ------ |
| 2009   | Young Artist Award | Best Performance in a Short Film - Young Actor                              | The Escape of Conrad Lard-bottom                      | Candidato/a | [ 13 ] |
| 2009   | Young Artist Award | Best Performance in a TV Movie, Miniseries or Special - Leading Young Actor | Christmas Town                                        | Candidato/a | [ 13 ] |
| 2009   | Young Artist Award | Best Performance in a DVD Film                                              | Supercuccioli sulla neve                              | Candidato/a | [ 13 ] |
| 2010   | Young Artist Award | Best Performance in a TV Movie, Miniseries or Special - Supporting Actor    | Angel and the Bad Man                                 | Candidato/a | [ 14 ] |
| 2010   | Young Artist Award | Best Performance in a DVD Film                                              | Supercuccioli a Natale - Alla ricerca di Zampa Natale | Candidato/a | [ 14 ] |
| 2011   | Young Artist Award | Best Performance in a TV Series - Guest Starring Young Actor 14-17          | Shattered                                             | Candidato/a | [ 15 ] |